# 蒼天の拳
『蒼天の拳』（そうてんのけん）は、堀江信彦（原作）、原哲夫（作画）、武論尊（監修）による日本の漫画作品。『週刊コミックバンチ』（新潮社）にて2001年創刊号から2010年39号（休刊号）まで全255話が連載された。単行本の累計発行部数は1500万部を突破している。
2017年より『月刊コミックゼノン』（ノース・スターズ・ピクチャーズ）にて第2部『蒼天の拳 リジェネシス』が連載を開始した。作画は辻秀輝、脚本を八津弘幸が担当。2020年5月以降、辻の病気療養の為に休載中だったが、2024年11月25日発売の2025年1月号で連載を再開した。

## 概要
『北斗の拳』の過去を描く物語で、北条司の『エンジェル・ハート』（『シティーハンター』の実質的な続編）と共に掲載誌『週刊コミックバンチ』の中心的役割を果たしていた。コミックバンチ創刊準備号および創刊号の表紙を飾り、紙面最初の1ページ目を巻頭カラーで飾った作品である。単行本は2010年11月現在で22巻をもって完結した。最終回では「魔都上海編：完」と記されている（その後の続編については後述）。現在はスマートフォン用マンガアプリ「マンガほっと」で、2017年9月より第1話から毎日1話ずつ連載（アップロード配信）されている（以降、ここまでの物語を「第1部」と略記する場合あり）。
雑誌『ラジャー』Vol.001（ゴマブックス・2006）の取材に答えたバンチ編集長（当時）堀江信彦によると、本作品は『北斗の拳』サーガの「エピソード3」、週刊少年ジャンプに連載された『北斗の拳』は「エピソード4」にあたるという。また、「エピソード2」は北斗神拳が日本に伝播した時期、「エピソード1」は北斗神拳が誕生したころに相当するとのこと（蒼天の拳 DVD Vol.9 特典映像「原哲夫×堀江信彦 対談」より）。
『北斗の拳』と同じく原哲夫が作画をしているが、今作は堀江信彦が原作執筆をしている。前作『北斗の拳』で原作執筆を担当していた武論尊は今作では「監修」に回り、アドバイザー的な立場になっている。
本作では前作のような豪快過激な暴力描写や、武士道やキリスト教的感傷性豊富な教訓譚などはあまり見られず、絵以外、基本的作風が異なる。また、前作と比べギャグ要素が多くなっている。
主人公は北斗神拳伝承者の霞拳志郎。彼は『北斗の拳』の主人公・ケンシロウの2代前の伝承者であり、ケンシロウの血縁的描写が示唆されたが、第1部では最後までその辺りについてははっきりと明かされなかった。ケンシロウがストイックで無口であったのに対して、霞拳志郎の人を食ったような言動や性格付けは、同じく原哲夫による漫画『公権力横領捜査官 中坊林太郎』の主人公である中坊林太郎に近い。これは「もし中坊が北斗神拳を使えたらどうなるだろう……？」という、原哲夫が打ち合わせの席上で漏らした一言が企画の端緒であり、原・堀江の感じるヒーローの理想像を窺うことができる。なおケンシロウが20代前半として描写されていたのに対し、霞拳志郎は30歳ぐらいとして描写されているため、大人のキャラクターとしての性格が強い。
舞台設定は1935年ごろの主に上海。日本を含め海外の列強勢力が多く入り込んでいる当時の中国の状況を踏まえ、様々な社会的立場のキャラクターや実在の人物が登場する点は、核戦争によって文明と秩序が崩壊し単純化された世界を舞台とした『北斗の拳』との大きな違いの一つ。一方、それらのキャラクター同士の接触・対話の比重が多いため、『北斗の拳』ほどには北斗神拳を駆使して戦うといった場面は見られない。また、ストーリーや設定には『北斗の拳』と相容れない部分も多い。
冒頭に記載したとおり、2017年から『月刊コミックゼノン』にて『蒼天の拳 リジェネシス』を連載開始。『蒼天の拳』の第2部と位置付けられ、原は原作を担当。広告などでは「原哲夫が初めて主人公の死に様を描く」と宣伝されており、霞拳志郎の死が描かれることを暗に示している。また、同じタイトルでアニメ版第2期が放送されるが、内容は原作版の途中から分岐してアニメオリジナルストーリーに繋がる形となっており、コミック版に先駆けて新たな拳法「天斗聖陰拳」が登場する。

## あらすじ
第一部「魔都上海編」
197X年。第63代北斗神拳伝承者・リュウケン（旧名・霞羅門）は、待望の男児を授かった。リュウケンはこの男児に、兄と同じ「ケンシロウ」という名を付け、蒼天のように奔放で快活だった兄の話をいつか聞かせようと語りかけながら、過去に思いを馳せる。
時は遡り、1935年ごろの日本。女子大で教師をしていた第62代北斗神拳伝承者・霞拳志郎を、李永健という老人がはるばる中国から訪ねてきた。久々の再会を喜び合う2人だったが、李がやってきた目的は、拳志郎の朋友である潘光琳率いる組織・青幇が壊滅したこと、そして拳志郎の恋人である玉玲が殺されてしまったことを伝えるためだった。
拳志郎が日本で平和に暮らしていることを知った李は、あえてそれを伝えずに去ることを決意するが、拳志郎との決着を望む拳士・金克栄との邂逅、そして李が今際の際に残した言葉によって拳志郎はその事実を知る。朋友のために魔都・上海へ戻った拳志郎は、青幇の宿敵・紅華会を滅ぼすため、そして彼らに囚われた潘を助けるために行動を開始し、北斗孫家拳・曹家拳・劉家拳の拳士をはじめとする数々の強敵と出会い、北斗神拳伝承者としての宿命に突き動かされていく。それはやがて、北斗神拳の源流の一つとされる拳法・西斗月拳の使い手であるヤサカ、北斗劉家拳最強の使い手である劉宗武との対決を実現させる。
アニメ版第二期「蒼天の拳 REGENESIS」
紅華会が壊滅し、玉玲が記憶を取り戻し青幇のボスに収まることで上海は平和を取り戻すかに思われたが、紅華会に代わって中国政府軍が青幇を滅ぼそうと動き始めていた。そんな折、拳志郎の友でフランス陸軍の重鎮、シャルル・ド・ギーズは、ユダヤ人の安息の地を作るため、アドルフ・ヒトラーが探し求める財宝の在り処「希望の目録」の鍵を握る少女、エリカ・アレントと合流する手はずを整えていた。しかし、北斗神拳に恨みを持つ西斗月拳の拳士、ヤサカに襲撃され殺害されてしまう。ギーズの叫びを聞きつけた拳志郎と、エリカを護衛していた極十字聖拳の流飛燕は現場で鉢合わせ、拳志郎が犯人だと誤解した飛燕は拳を交えるが、誤解であることがわかり拳を収めて青幇にエリカ共々匿われる。
やがて、ヤサカは飛燕にも襲いかかり彼を殺害し、拳志郎とも対決する。ヤサカはそこで自身も北斗の血を継ぐ者であると知り、これまで伝え聞いてきた西斗月拳の宿命が誤解から生まれたものであることを悟る。そして、エリカの義父だった飛燕を殺した罪を償うため、エリカを守って生きていくことを誓う。ヤサカはさらに、ギーズを殺したのは自分ではなく、天斗聖陰拳の使い手であることを明かした。
その天斗聖陰拳を繰る拳士、シメオン・ナギットとその部下のヒムカが上海に上陸し、彼らの信じる「ナハシュの予言」に従いエリカを狙い、宗教結社「ジェネシス」を動かし暗躍を始める。しかし、ヒムカの正体は拳志郎の義兄・霞拳心であり、シメオンの信仰心を利用してジェネシスを動かし、世界を意のままにしようと企んでいたのだった。拳志郎との戦いに敗れたシメオンを謀殺した拳心は、ジェネシスが作り上げた核兵器をもって「真に戦争のない世界」を作るために、世界を「再創生（リ・ジェネシス）」するために拳志郎との対決に臨む。
第二部「蒼天の拳 リジェネシス」
第一部から数年後の193X年。エリカは目録を狙うオランダ軍の特殊部隊に囚われていた。エリカの救出に駆けつけた拳志郎とヤサカがオランダ軍を一蹴して指揮官を尋問したところ、エリカを狙うように指示した黒幕はオランダ軍の支配下にあるインドネシアに居ることが判明する。インドネシアへ乗り込んだ拳志郎たちは、オランダ軍第6師団の師団長で、人体を自在に操る「創生の拳」という術を使う男・ファン・デル・コール大佐と出会う。

## 登場人物
声は特筆した場合を除きテレビアニメ版第1期 / テレビアニメ版第2期（REGENESIS）・パチンコ・パチスロ版の順。1人しか記載がない場合はテレビアニメ版共通のものとする。

### 北斗神拳
霞 拳志郎（かすみ けんしろう）
声 - 山寺宏一 / 山野井仁（ぱちんこCR蒼天の拳・パチスロ蒼天の拳）、山寺宏一（ぱちんこCR蒼天の拳2・パチスロ蒼天の拳2以降） / 神谷明（ドラマCD・着ボイス）
本作の主人公。第62代北斗神拳伝承者。中国の寧波で生まれ、生後間もなく日本に移り住む。頭部には北斗七星の形の痣があり、後年リュウケンはこの痣を受け継いだケンシロウに兄の再来と期待をかけた。どこまでも快活で奔放な性格で、朋友（ポンヨウ。親友の意）のために戦う男である。上海でマフィアや拳法家を相手に腕を磨き、「閻王」（えんおう）として暗黒街でその名を轟かせる。一時期、上海から姿を消し日本で暮らしていたが、朋友のために再び上海に舞い戻ったことで北斗の宿命が動き出す。北斗神拳伝承者としての拳志郎の強さはすでに極まっており、劉宗武との戦いでは究極奥義「無想転生」を繰り出した。頭脳明晰で、本を一冊丸ごと覚えて複書本を作製したり、講師として女子大で教鞭を執ったり、ドイツ語のカルテが読めたり、さらにはピアノも弾ける。犬並みの嗅覚、直観像記憶能力（一度見たものを写真のように記憶し、忘れない力）の持ち主でもある。「儞已經死了（読みはニイイチンスラ…お前はもう死んでいる、という意味の中国語）」や「北斗の文句は俺に言え!」が決め台詞。ヘビースモーカーで、いつでもタバコを吸っており、ギーズや夏文麗にことあるごとに注意されているが本人は血管を締めるためと意に介さない。父、霞鉄心と同じく、極十字聖拳の使い手である流飛燕との戦いで背中に十字型の傷を負っている。
霞 羅門（かすみ らもん）
声 - 麦人、近藤隆（少年時代） / 大塚周夫（パチスロ版）、榎木淳弥（少年時代） / 郷里大輔（ドラマCD）
拳志郎の弟（異母兄弟）で、後の第63代北斗神拳伝承者リュウケン。まだ子供で未熟なため銃を手にした玉玲に圧倒される場面がある。物語冒頭では、まるでケンシロウの実父のように描かれている。アニメでは上海に旅立つ拳志郎を見送りに自転車で港へ向かうシーンが追加された。兄を非常に尊敬しており、赤子だったケンシロウに「（兄は）蒼天の男だった」と述べた。
『REGENESIS』では、エリカに想いを寄せている様子が描かれている。
霞 鉄心（かすみ てっしん）
声 - 石住昭彦
拳志郎・羅門の父で第61代北斗神拳伝承者。若きころ、北斗劉家拳伝承者・劉玄信の娘である劉月英（美福庵主）との間に第一子の拳志郎（幼名・阿星）を授かるが、病身の父を気遣って中国への残留を望む月英と別れて日本へ戻る。無敗の拳仙・李散や極十字聖拳の魏瑞鷹と戦った過去を持ち、瑞鷹には背中に十字型の傷跡を刻みつけられた。2人の息子の内、拳志郎には北斗宗家の血統の証である「頭部に北斗七星の痣」があるのに対し羅門（リュウケン）には痣が無い。
鉄心は拳志郎に実母（劉月英）については決して語らなかったが、それは彼女を愛しつつも、拳志郎の継母にして羅門の実母である妻を想う優しさゆえであり、拳志郎はその事実を承知して決して鉄心を恨まず、むしろ尊敬していた。月英との対面は叶わないながらも、愛の証としてソメイヨシノの木を彼女の元に贈っており、毎年春に見事な花を咲かせている。
『REGENESIS』では、若かりし頃に修行のためヨーロッパに渡っており、その際に同門に殺されかけた幼いヒムカを助け、「霞拳心」という名を与えて養子に迎えたことが描かれる。その後、想い人を戦争で失い世界に絶望し、世界を「再創生」しようとするヒムカと対峙する。奥義・七星点心をもって挑むも敵わず、敗北し殺害された。
シュケン
声 - 佐藤拓也 / 大塚周夫（ドラマCD） / 佐々木啓夫（ゲーム『LEGENDS ReVIVE』）
北斗神拳創始者。本作では約2000年前、受け技が極められた北斗宗家の拳に秘孔の技を取り入れるため、西斗月拳伝承者に弟子入りしてその技を学び取り、北斗神拳を創始したという設定である。詳細は北斗宗家を参照。
拳志郎の祖先
「天授の儀」で拳志郎が見た過去（平安時代、戦国時代）のビジョンに登場する。
平安時代のビジョンでは、空海と共に遣唐使船に乗って日本に旅立とうとする3人兄弟の姿が映る。長兄はラオウ、次兄はトキにそれぞれ酷似し、末弟は額に北斗七星の痣を持った、幼い拳志郎（またはケンシロウ）に酷似した少年である。拳志郎は、涙ながらに母と最後の別れの言葉を交わす末弟と、母と生き別れた自分の人生を重ねた。
戦国時代のビジョンでは、本能寺の変で焼ける本能寺の中で、織田信長と対面する青年の姿が映った。この青年の語るところによれば、北斗の拳士は三国志の英雄のみならず、それぞれの時代の「英雄の星を持つ者」を代々守護し続けてきたとのことである。互いに北斗天帰掌を交わした後、信長は安らかに微笑みながら「余も天に帰ろう」の一言を残して炎の中に消えた。

### 北斗劉家拳
別名を北斗琉拳という。
劉 宗武（りゅう そうぶ）
声 - 玄田哲章
北斗劉家拳伝承者。ナチスに与しドイツ軍の将校（階級は少尉）となり、強さと争乱を求める。コミックスの帯には「あのラオウを超える暴君現る」と書かれており、外見もラオウに似ている。魏瑞鷹をして、もし宗武と同世代であったら早死にしていたと言わしめるほどの力を持つ。
少年時代、杜天風に父を殺されてから孤児となり各地を浮浪していたが、老齢ながら高い実力を有する玄信と出会う。始めは玄信に勝ちたいという思いから戦いを挑むも、返り討ちにされてばかりいたが、その心を評価した玄信から弟子入りを許され、北斗劉家拳の修行を開始する。修行を進めていく内に師玄信への尊敬の念とは別に、自らの力に溺れついには「勝利さえも飽きた」という境地に達し、中国を飛び出してドイツ軍の将校になった末、争乱を望むあまり平和への道を阻む存在と化してしまった。
拳志郎の力量に接することで「天授の儀」とは一切関係無く、純粋に拳士として拳志郎との戦いを願うようになり、剃髪して覚悟を表した。その姿はかつて宗武の不意を突いて傷を負わせたヤサカをも驚愕させた。
天授の儀が終わった後は、かつての暴君の面影はなくなり、病身の文麗の傍に寄り添っている。
夏 文麗（か ぶんれい）
声 - 岡本麻弥
劉宗武のかつての恋人。宗武を深く愛しており、彼が大罪への道に進む時必死に諌めたが、「女であるから愛す、ならば女を捨てよ」と宗武に乳房を抉り取られる。このことを機に文麗は尼僧となった。大病を患い死が迫る中、拳志郎や宗武と接し宗武の心の変化を目の当たりにする。
今でこそ尼僧姿だが、宗武と初めて会った少女時代はまだ出家しておらず、一見すると普通の少女だった。しかし、この時点ですでに北斗劉家拳をある程度習得していた模様。
宗武との間の子・阿光（アグアン）を死産しており、その遺骨を肌身離さず持ち歩いている。
ジュウケイ
後の北斗琉拳のジュウケイ。日本軍の爆撃で死亡した妹に祈りを捧げてもらうため、飛燕が牧師となった教会に来る。祈りの後、自害しようとするが拳志郎に諭され、飛燕やエリカと共に暮らし始める。
劉 玄信（りゅう げんしん）
北斗劉家拳先代伝承者。劉宗武の先代にあたる。老齢でも養子である宗武を寄せ付けない強さを見せる。若き日の鉄心が「天授の儀」を控えたころ、既に高齢であったものの玄信は鉄心との戦いを望んでいたが、鉄心は高齢の者と戦うことを躊躇い、「天授の儀」は取り止めとなった。そこには鉄心が玄信の娘月英と愛し合い、月英の父との戦いを望まない思いもあった。後にその事実を知った玄信は月英を出家させ、彼女の生んだ鉄心の子を手放させた。
宗武の成人後、年老いるまで後継者を得ることのできなかった我が身の不徳を天に詫びるために、護摩堂で護摩行を行い、その猛火の中に己が身を投じて天に召された。宗武は玄信の遺骨を常に肌身離さず身に付け、拳志郎との「天授の儀」が迫る中で自らも護摩行を行った。

### 北斗曹家拳
張 太炎（ちょう たいえん）
声 - 大塚芳忠（少年時 - 梶裕貴） / 新垣樽助
北斗曹家拳伝承者・章大厳の子で紅華会一番頭・章烈山の異母弟。厳密には彼の母の前夫の息子であり大厳の実子ではない。紅華会の二番頭でもある。美女を好むが、その裏には親への屈折した思いが隠されている。拳志郎に敗北後は改心し、一子相伝の掟に従い、伝承者の章大厳を倒し曹家拳の伝承者となる。ギーズの妹・ソフィーを殺害した張本人であるため、改心の際にギーズによって×字の傷を顔に付けられ、その傷と痛みを一生忘れないことを誓っている。
天授の儀に際して、漁夫の利を得ようと両者の戦いを傍観するヤサカの前に再登場。ヤサカと拳の打ち合いや舌戦を繰り広げた。
拳志郎との戦いでは拳格の違いを指摘されたが、その戦いを星の運行により見ていた北斗の長老達には彼の力は玄妙の域に達していると評されている。
章 大厳（しょう だいげん）
声 - 加藤精三
北斗曹家拳伝承者。例え息子であろうと非情に振舞い、巨大な烈山も父の前では小さくなる。一子相伝の厳しい掟に長男・烈山は耐えられないことを見抜き彼を政治家にさせた。次子・太炎には、強さを見出し敢えて血の繋がらぬ彼に曹家拳を教え、太炎との一子相伝の掟による戦いの果てに倒され死す。
一星（いっせい）
声 - 長嶝高士
北斗曹家拳五叉門党（北斗曹家拳の一派）の一人。上海の女郎屋・桃華荘で拳志郎と戦い、自白する秘孔を突かれるも自ら命を絶った。
二番星（にばんぼし）
声 - 上別府仁資
五叉門党の真の使命は張太炎が章大厳を越えるまで仕えることであった。拳志郎に太炎が敗れた時、自らの命と引き換えに太炎が曹家拳の伝承者となるまでの命を拳志郎に請う。

### 北斗孫家拳
芒 狂雲（ぼう きょううん）
声 - 梁田清之 / 東地宏樹
北斗孫家拳の最強の使い手(伝承者ではない)で、「霊王」（れいおう）を名乗る。耳が良く、百メートル先の囁き声まで聞こえる。許婚であった拳志郎の恋人・玉玲を愛し、紅華会から守るため記憶を奪い、馬賊に託した。
北斗神拳を越えることを目指しており、禁断の奥義「狂神魂」「秘孔変位」を身に付けるため阿片の力を借りた代償に体は崩壊寸前であった。そのため、拳志郎と戦っている最中の紅華会による銃撃を避け損なって被弾してしまう。その後、屋敷に爆弾が投げ込まれた際に拳志郎に抱えられて蘇州江に飛び込んだことで爆死は免れたが、既に体は限界に達していた。
最期は拳志郎に玉玲の生存を告げ、その生涯を閉じる。
シャルル・ド・ギーズ
声 - 楠大典 / 置鮎龍太郎
青幋に協力するユダヤ系フランス人のフランス陸軍情報武官。階級は大佐。上海生まれで、霊王と共に孫家拳を学ぶが「護身術」と言い切り、使用することは滅多になくサーベルを使用する場合が多い。一度だけ「北斗孫家拳を操る人間が銃を使えばどうなるか」と言いながら銃を撃ち、銃弾の軌道を曲げる技を披露している。
妹のソフィー共々ユダヤ系であることから、ヒトラー率いるナチスの迫害を受けた過去があり、ユダヤの人々の楽園を作りたいと願っている。当初は拳志郎や青幇を自らの目的のために利用していたが、その過程で何度か互いに助け合う内に拳志郎を心から信頼するようになり、拳志郎からも朋友と認められる。葉・子英親子をはじめとする青幇の面々からも慕われており、潘光琳とはウマが合っていた。後にエリカをめぐる武装SSとの暗闘の果て、立場上味方のはずで死鳥鬼と呼ばれる流飛燕から「オラァより強くないとエリカは守れない」と戦いを挑まれ、敗れて致命傷を負う。だが、自ら秘孔を突き苦痛が長引くのを代償に命を延ばし、拳志郎に飛燕や希望の目録を持つエリカの存在を伝え、エリカを守ることを託す。最期は、拳志郎と玉玲に見守られながら眠るように絶命した。
アニメ版『REGENESIS』では、飛燕ではなくヤサカに殺されたと思われていたが、実際に手を下したのは天斗聖陰拳のシメオン・ナギットだった。
孫家拳の師父
声 - 沢木郁也
北斗孫家拳伝承者。狂雲やギーズの師。北斗神拳伝承者との戦いを目指す狂雲を制止し拳を封じようとするが「秘孔変位」を会得した狂雲に殺害される。

### 極十字聖拳
魏 瑞鷹（ぎ ずいよう）
北斗劉家拳を離れて流派を興した達人。見た目は下品だが実に豪快な性格。今の自分ならば北斗神拳を倒せると言って劉家拳を出る際、自らの油断で右足に毒矢を受け、その慢心を師父から指摘されるが、慢心を教えてくれた礼代わりと称して右足を自ら切断し置いて行った。当時の伝承者だった鉄心との戦いでは、彼の背中に十字架の傷を負わせたが激闘の末敗北する。彼の右足が義足であることを悟った鉄心はその才能を惜しみ、次代の伝承者で決着を付けることを望み、命は取らなかった。その後は孤児であった白鳳と飛燕に、自らの技を伝授しこの世を去っていった。
彼が拳法の指導者として優秀であるのは弟子である白鳳と飛燕の技量からして明らかであるが、ことに飛燕に至ってはかつての毒矢の件を元に構築した荒行の「千手羅行」によって真正面からの拳の打ち合いでは並の相手には決して負けないほどの域に達している。ただ、弟子の養育についてはいい加減な部分もあり、2人の弟子を抱えている身でありながら食事を1人分しか用意しなかったため、白鳳は飛燕にその食事を譲り、直後に腹の虫が鳴いたのを「俺の腹がもう食べられないって悲鳴を上げているんだ」と強がる一幕もあった。
彪 白鳳（ひょう はくほう）
声 - 島田敏
飛燕の兄弟子。白鬼と恐れられるほどの使い手。幼少期に貧困に苦しんだ経験から共産党の革命戦士となるも、拳法家として拳志郎との戦いに臨む。直後に拳志郎が子供を助けたため一旦勝負を預けた後、革命戦士達のアジトでエリカを連れた飛燕と再会するが、「なんで昼間だというのに窓を閉め切っているんだ」と不用意に窓のカーテンを開けた結果エリカを追ってきたドイツ軍にその身を晒してしまい、一斉射撃を受けて命を落とす。拳志郎との対決時にはレストランの店員も驚愕するほどの巨大な体躯だったが、その後縮んでしまっていた。少年期に苦楽を共にした飛燕には「あんちゃん」と呼ばれ、敬愛されていた。
実は拳志郎との戦いに臨んだ時点で既に死兆星を目にしており、自分がそう遠からぬうちに死ぬ運命にあることを受け入れていた。そのため、先の一斉射撃の件も「今まさにその時が来ただけ」と素直に受け入れていたが、それを目の当たりにした飛燕からは「拳法家として、拳の戦いで死ぬのが本望だっただろうに、こんな死に方を連れてきちまったのはオラァだ」と悲しまれた。
流 飛燕（りゅう ひえん）
声 - 子安武人
物資輸送の警護を生業とする北平漂局で馬賊も恐れる凄腕の使い手。護衛していたエリカの温もりに触れ、彼女を命懸けで守ることを決意する。「死鳥鬼」（しちょうき）と呼ばれる所以は、死地に赴く際、鬼と化すために血で化粧をするためである。一人称は「オラァ」。
ドイツ軍の襲撃で命を落とした白鳳に代わって、拳志郎と激闘を繰り広げるが敗北する。その後は彼の朋友となり、教会で牧師として、エリカやジュウケイ達沢山の孤児の面倒を見ていた。北斗の名を冠する全てを憎悪するヤサカが現れた際、不意打ちにより秘孔を突かれ捕縛され、「月氏の神への生贄」として自らとの戦いを望むヤサカへ傷を負わせるが敗れる。拳志郎に救出されるも既に致命傷を負っており、エリカを悲しませまいと拳志郎に小船で一人送り出してもらう。その直前、拳志郎へヤサカを殺さないよう伝えていた。最期はエリカを想いながら、右手で唇を笑わせて息を引き取った。
アニメ版『REGENESIS』では、アニメオリジナル要素として病に侵されて余命が幾ばくもない状態という設定が付け加えられた。そのためにエリカを託せる強い人物を探していたが、本来エリカを引き取るはずだったギーズが何者かに殺された現場を目撃し、同じく現場に駆けつけた拳志郎を犯人と誤解して対決する。後から駆けつけた玉玲により誤解は解け、以後は彼女らにエリカ共々匿われるが、自らの死期を悟り、真にエリカを託せる者か見極めるため拳志郎に挑む。
流 緋鶴（りゅう ひかく）
声 - 小林ゆう
アニメにのみ登場する、飛燕の義理の妹（本人は「弟」と称する）。身寄りのない孤児であり、物盗りで生計を立てるゴロツキの男に育てられ、泥棒に失敗して帰ると虐待される日々を繰り返していた。そんなある日、飛燕の荷物を盗んで帰るが、後を追ってきた飛燕に親代わりの男を殺される。それ以降、飛燕の強さに憧れて勝手についていくことを決め、やがて義理の兄弟を名乗るようになる。飛燕には遠く及ばないが拳の心得はあり、チンピラ程度であれば軽く一蹴できる。
飛燕の死を知って上海に入った後、ヤサカが仇であることを聞きつけ、彼を付け狙いインドネシアに渡るが、ジェネシスと拳志郎たちの戦いに巻き込まれ、エリカの護衛を務めることになる。

### 西斗月拳
ヤサカ
声 - 佐藤せつじ / 若本規夫
緑色の目をした男。杜天風の用心棒として拳志郎らに戦いを挑む。北斗神拳を憎悪しており、北斗の名を冠する傍流はおろか偽者すら容赦しない。劇中では自ら閻王を騙る偽者の用心棒に対して、彼が閻王（拳志郎）の偽者と知りながら秘孔を突き、笑みを浮かべながら殺した。女を決して手にかけないという信念を持つが、反面男に対してはこの限りではなく、飛燕を捕らえる際には少年を囮にした。
杜天風に迫った宗武が仇を討てると半ば油断していたその隙を突き、宗武を襲撃し傷を負わせ天風を逃走させた。新月の夜に「月氏の神への生贄」として飛燕と戦い、致命傷を負わせた直後に、遭遇した拳志郎と戦うも、日本軍と国民党軍との戦いが迫ってきたので戦いを中断して去る。拳志郎との「天授の儀」を控えた宗武を殺すべく姿を現した際は、剃髪しヤサカいわく「生きることに無気力ゆえにあったどこか投げやりな隙」が無くなった宗武の姿を見てその実力や才を見抜く。そして、そんな宗武が北斗神拳1800年の歴史に終止符を打つかも知れぬという思考に北斗に対する怨讐の念すら霞むほど拳法家としての本能を痺れさせられ、「死合いの勝者を屠れば事足りる」と言い放って宗武との決着を見送り、天授の儀を傍観することを決める。
ヤサカの名は古代ヘブル語で「神を見る」を意味し、ヤサカ自身も神が見えていることを示唆する発言をしている。
北斗に対する怨念が自分を本能的に奮い立たせていると思っていたが天授の儀を終えた拳志郎から、自身もまた北斗の血を継ぐ者であることを教えられるが、それでもなお拳志郎への勝負を挑む。敗北するが、飛燕との約束を遵守する拳志郎は命を取らず、上海へ共に連れて行った。
飛燕の墓前でエリカと会い、葉から借り受けた拳銃を渡しエリカの裁きを受けようとするが撃たれることはなく、一応の赦しを得た。その後、墓に静かに手を合わせて飛燕の冥福を祈った。これ以降、生涯をかけて飛燕を殺した罪を償うために、エリカの護衛を買って出ることになる。
『リジェネシス』では、エリカの保護者のような立場になっており、オランダ軍に囚われていたエリカの救出に拳志郎と共に向かっている。
アニメ版『REGENESIS』では序盤から登場し、ギーズを殺害したかに思われていたが、実際はヤサカではなく天斗聖陰拳のシメオン・ナギットがとどめを刺していた。その後、拳志郎との戦いで自らの宿命を知り、飛燕を殺した罪を償うためにエリカの護衛を務める。エリカがジェネシスのアジトに拐われた際にヒムカと対峙して敗れるが、最後の力を振り絞って立ち上がり、アジトの自爆からエリカたちを逃がすために道を作り、緋鶴に後を託して瓦礫の中に消えた。
ヤーマ
声 - 甲斐田裕子 / 岡本麻弥（ゲーム『LEGENDS ReVIVE』）
二千年前に歴史の闇に消えた西斗月拳の女弟子。シュケンに経絡秘孔の秘術を伝授していく中で彼を愛し子を授かった。シュケンが西斗月拳の封印を平和のために実行しようとする時は、シュケンへの愛から受け入れ、「平和を成すには悲しみを知る必要がある」と崖から身を投げ自殺を図った。しかし、狼に助けられたことで子を産み親子2人で生きていこうと決意するが、月氏族に捕らえられ、裏切り者であるシュケンの子を殺すと追い詰められる。自身の命で我が子を救うよう懇願した後、剣で自ら胸を突いて自害した。
シュケンとヤーマの兄弟子
声 - こばたけまさふみ
弟弟子のシュケンや妹弟子のヤーマの面倒を見ていた西斗月拳の弟子。新月の夜に西斗月拳を封印する使命を帯びたシュケンから涙ながらに一撃を受け、最初の犠牲者となった。死の間際、ヤーマがシュケンの子を身籠っていることを打ち明けた。アニメでは兄弟子ではなく兄と表記された。
シュケンとヤーマの子
ヤーマがシュケンと愛を育む中で身籠った赤子。ヤーマの思いとは裏腹に月氏族からは「裏切り者シュケンの子」と蔑視される。族長から「この場に置き去りにしてもいずれは死ぬが、天が望めばヤーマの願いは叶えられる」と置き去りにされるも、現れた狼から乳を与えられ生き延びた。
狼
声 - 高乃麗
月氏の遺跡に入った拳志郎の前に姿を現した、人語を話す狼。正体は、かつてシュケンに殺された月氏の怨念の集合体であり、シュケンや北斗神拳への恨みからこのような姿になった。拳志郎に襲い掛かるが彼がシュケンの如く涙する姿を見て攻撃を止めた。シュケンの悲しみが消えないように自らの恨みも消えぬと言い残し、本来の姿（女性の遺体）へ戻った。この光景を目撃した拳志郎は女性がヤーマと推察した。
古くはヤーマとは別の存在で、ヤーマやその子供、そしてシュケンに更なる試練を与えるかの如く、命を救い、結果としてヤサカに繋がる「北斗神拳を憎悪する、シュケンの血筋」を残した。拳志郎は宗武との戦いを終えた直後、この事実を知る。

### 拳士以外

#### 主要人物
潘 光琳（はん こうりん）
声 - てらそままさき（少年時 - 高城元気） / 石塚運昇（パチスロ版）、谷昌樹（REGENESIS）
拳志郎の朋友。上海の秘密結社「青幇」の総帥。翁洪元の養子となり、若き幹部として青幇を仕切るが、拳志郎が上海を去るのに伴って勢力を拡大した紅華会の呉東来に捕まり、凌遅刑で足の指を失った。上海に戻った拳志郎らと共に紅華会を追い落として青幇を復活させ幇主の座に昇る。章烈山の刺客に襲われ、車椅子での生活を余儀なくされた後は、妹の玉玲が青幇を継いだ。
アニメ版『REGENESIS』では、子英を中国政府軍の攻撃からかばって致命傷を負い、玉玲と拳志郎に後事を託して死亡した。
潘 玉玲（はん ぎょくれい）
声 - 久川綾 / 冬馬由美
潘光琳の妹。拳志郎の恋人（後に妻）。拳志郎を愛するも、養父である翁洪元から霊王の許婚とされる。霊王は彼女の記憶を奪い馬賊に託した。紆余曲折を経て拳志郎と再会、記憶を取戻し彼と結婚後、潘が銃弾を受けて車椅子での生活を余儀なくされてからは、新たに「青幇」の総帥になる。拳志郎は玉玲を「虫も殺せない女」と評していたが、馬賊時代を経て銃の達人となる。大川中将をして「大陸に咲く大輪の花」と言わしめる程の美女。
楊 美玉（やん びぎょく）
声 - 大原さやか / 浅川悠
中国の有名女優であり潘の恋人。潘兄妹とは幼少のころから共に過ごしてきた仲。呉東来に幾度も言い寄られたが、潘を想う自らの信念を曲げなかった。後に玉玲の記憶を戻すために拳志郎に協力した。潘いわく「面食い」だが、本人は否定している。

#### 北斗関係者
美福 庵主（みふくあんしゅ）
声 - 篠原恵美（パチスロ版）
北斗劉家拳の菩提寺・泰聖院にいる女性。心を読むことが出来る。年齢は初老を超えているが、それを感じさせない容貌を持つ。
泰聖院で拳志郎と対面し、彼の父鉄心や生みの母に対する思いを聞き、闘気で岩を砕く様を見て深く感動する。それは、彼女こそが拳志郎の実母にして、北斗劉家拳先代伝承者劉玄信の娘劉月英本人であったからであり、玄信の命で手放した拳志郎の成長を喜んだ。

#### 青幇
李 永健（り えいけん）
声 - 佐々木梅治 / 八奈見乗児（ドラマCD）
かつては「睡龍」と呼ばれ、青幇随一の毒使いであったが、紅華会により両足の指を切断された。潘や玉玲のその後を拳志郎へ伝えるため溥儀の毒見役となって来日。共に過ごす中で拳志郎が平穏な生活を手に入れていることを知り、久々の出会いに感謝する手紙だけを残しひっそりと去る。その後、セメント工場に身を投げて自害しようとするが、拳志郎との対決を望む金克栄に、彼を呼び寄せるための人質として捕らえられた。金は対決の終わり次第病院へ連れて行くと約束していたが、体は既に病のために限界で、拳志郎に玉玲が亡くなったことを伝えた後、眠るように逝く。彼の伝えた情報と思いが拳志郎が上海へ戻る決意をさせた。
葉（よう）
声 - 有本欽隆 / 檜山修之
青幇の幹部で、潘の右腕を務める。二丁拳銃による早撃ちの名手。紅華会の処刑遊戯の炮烙によって全身に火傷を負ったため、全身に包帯を巻いている。フルネームは判明していない。
葉 子英（よう しえい）
声 - 佐藤雄大 / 渡辺明乃
葉の一人息子。青幇の崩壊後、生きるためにスリや阿片の売人をしていた。紅華会に無断であったため殺されそうになるが拳志郎に救われる。青幇復活後は父と共に潘の屋敷に出入りしている。
ジダンダール
フランス租界の前巡査総長。青幇の後ろ盾を務めていたが、紅華会により殺害され、ロシア人娼婦と心中したかのように偽装され黄浦江に浮いていた。
沈（ちん）
声 - 秋元羊介
青幇の構成員であったが、青幇狩りで朱に殺される。
翁洪元（おう こうげん）
声 - 有本欽隆
潘光琳と玉玲を引き取り育てた養父。誕生日は12月25日。青幇の幇主に昇りつめるのが野望であり、時の幇主魏教父の暗殺を決意し、次期幇主と目された潘にその実行役を任せた。潘が暗殺を実行しなかったため、今度は霊王に玉玲を報酬として暗殺依頼を行った。用済みとなった潘を自ら射殺しようとするが、拳志郎に秘孔を突かれ眠りながら死亡した。
魏教父（ぎ）
青幇の幇主。幇主の座を狙う翁洪元に依頼された霊王により暗殺される。名前だけ登場した。
景（けい）
声 - 上別府仁資
1年前、霊王の到来を告げ、玉玲に逃走を促した初老の男。直後、霊王に殺害された。
宋全徳（そう ぜんとく）
青幇の幹部。北斗曹家拳五叉門党の襲撃に遭い殺害されるが、血文字を残し潘達に五叉門党の出現を知らせた。
高（こう）
章烈山が派遣した馬賊達が上海で暴動を起こした際、潘に兵隊の貸与を依頼した。
黄金栄（こう きんえい）
作中では名前だけ登場。かつての青幇のボス。
夏（か）
青幇の六番頭。章烈山の狙撃兵により射殺された。作中では名前だけ登場。
顧（こ）
青幇一の殺し屋。顔付きが梟に似ているため「フクロウの顧」と呼ばれ、慌てている時は「ホーホー」と言う。拳志郎と章烈山との対決を見届けた際、小心者であるが「拳志郎のような漢に朋友と呼ばれたい」と自らの死を覚悟の上で、拳志郎が死亡した場合に彼の遺体を回収しようと考えていた。
孔（こう）
通称「ノミの孔」。羅虎城よりも小さいが読唇術を心得ている。右手はフック船長のような義手をしている。あまり風呂に入らない。
張（ちょう）
杜天風の元にスパイとして潜入していた。玉玲が乗船する船に合図を送っていたがヤサカに見抜かれ、体に火をつけ自殺した。

#### 紅華会
章 烈山（しょう れつざん）
声 - 楠見尚己
元北洋軍閥。国民党西北軍総司令（元帥）で、紅華会の御大（一番頭）である。北斗曹家拳伝承者・章大厳の長男で、張太炎の異母兄。途轍もなく巨大な男で2mの人間も片手に乗せることができる。本人は大きいと呼ばれることが大嫌いであり、周囲の者に自分の大きさを感じさせないよう厳命している。そのため、周囲の人間は色々と苦労をしている。男性器のサイズだけは普通人と同じであると告白しており、女性に関しては小柄な者が好みである。戦闘時は釵を武器として使う。拳志郎と対決するが敵わず、その場に現れた太炎から父・大厳の死と、大厳が死の直前に烈山を愛していることを告白した事実を告げられる。烈山を伝承者にしなかったのは、父・大厳を愛している烈山にとって、父を殺して伝承者にならねばならない宿命を背負わせることは残酷すぎると判断した大厳なりの親心だったことを知り、落涙した。大厳の真意に気付けなかったことを恥じて「これからは天の命のみを感じて生きて行こう」と宣言し、太炎に秘孔を突かせて自分の眼の光を失わせ、盲目となった。アニメでは登場せず。
なお、現在でこそ国民党軍の元帥という肩書の軍人であるが、元を正せば馬賊上がりのために国民党中央への忠誠心は高くなく、共産党軍と交戦状態にあるもののこれは表向きに過ぎず、裏では共産党とパイプを作り、それについて太炎から指摘された際は「わしの部下が生き延びるためだ。それの何が悪い」と開き直っていた。
張 太炎（ちょう たいえん）
紅華会の二番頭で、烈山の異母弟。詳細は、#北斗曹家拳へ。
黄 西飛（こう せいひ）
声 - 秋元羊介 / 川津泰彦
紅華三番頭。神に懺悔すれば（具体的には金を寄付すれば）自分の犯した罪が無くなると信じていた。かつて拳志郎に顔半分を吹き飛ばされる常人なら確実に即死している大怪我を負い、上海を去ったが、サイボーグ手術を受けて復活。拳志郎が去った上海を牛耳り、紅華会の威勢を市民に知らしめるため、大新世界で処刑遊戯を行っていた。処刑遊戯の会場で拳志郎に追い詰められた際、両腕に仕込んでいた暗器で襲い掛かり、顔に傷を負わせるも頭の秘孔を突かれる。最期は「今度こそ上海を去る」と拳志郎に命乞いをしたが、「いや、もういい。この世を去れ」と拳志郎に言われ、死亡した。追い詰められたりすると吹き飛ばされた頭の傷が疼き、「あ・い・た」と連発することから、彼の口癖となっている。心中では語尾に頻繁に「じゃん」をつける若者言葉で喋る。
呉 東来（ご とうらい）
声 - 茶風林 / 大久保利洋
紅華会の四番頭。かなりの女優狂いで、彼に惚れられたため自殺した女優がいるほどであるが、全く懲りない。潘の恋人である美玉に迫るが、美玉が潘しか愛さないことを知り、その後美玉に裏切られたと一方的に思い込むと、その恨みから潘を広東料理「龍虎闘」のメインディッシュにしようとするが、拳志郎によって逆に油の煮えたぎる鍋に放り込まれ、煮殺された。かつて拳志郎から受けた傷の後遺症で首を自力で傾けることが出来ず、レバーを回して角度調整する必要があるが、銃撃はかなり早い。普段車椅子を利用しているが、こちらは偽装で足は自由に動く。さらに靴底にバネを仕込んでおり素早く飛び回ることも可能。
話が閻王（拳志郎）のことにおよぶと「で、首はいつ届く」と我を忘れる。その際に拳志郎への恐怖のあまり部屋に入ってきた者に向けて銃を乱射しまくるため、大体の者が殺される。そのため、呉に性的な奉仕をしていた女性達すら、この台詞を聞くと反射的に逃げ出すまでになった。
原作ではよく「豚」呼ばわりされていたが、後述のブタオの事項でも触れるようにブタという表現が少し過激ということもあり、アニメ版では「トド」に変更されていた。煮殺された際も、原作での「豚の姿揚げ」に対し、アニメ版では拳志郎の台詞は「トドの唐揚げ」になっている。
田 学芳（でん がくほう）
声 - 稲葉実 / 島田敏
黄と呉の死亡後に、紅華会の新三番頭に昇格した男。「水虎（シェイフー）の田」こと、「カッパハゲの田」（拳志郎は「田ガッパ」と呼ぶ）の異名を持つが、本人はそう呼ばれるのをかなり嫌っており、非常に重い鋼鉄の鬘をボルトで頭蓋骨に固定して隠そうとしている（周囲からはすぐに気づかれる）が、そのお陰で事故に遭うことが多くなっている。また、髪に関する同音異語にも敏感であり（例：「ケガないか」→「毛がないか」）、バレそうになった時には慌てて周囲の人間を殺してしまうこともしばしば。拳志郎には両手を潰されたらしく、両手共に鉄製になっている。最期は大浴場（銭湯場）で、拳志郎に関節を外された上、湯船に投げ込まれ、重い鬘のせいで浮き上がることができず溺死。死後、鬘は青幇に回収された。パチスロ機の演出では本来は同時に登場しない黄や呉と共演しており、彼らが田の体ごと拳志郎にぶつけるオリジナル技「田学砲」を見せている。
陳 永祥（ちん えいしょう）
声 - 二又一成
紅華会の新七番頭。「イタチの陳」と呼ばれる。屁と商売が臭くて有名。かつて上海で北大路剛士を狙った際、ラーメンを食そうとした拳志郎の邪魔をしてしまい、ラーメンの器の砕けた部分で半殺しにされた。昔は貧乏猟師だった。右手は義手になっていてサブマシンガン等を装備可能。最期は張太炎に証文を返却され、紅華会新二番頭に昇格した直後に水死。なお、この時は名前が「陳 狷民（ちん けんみん）」となっていた。紅華会の番頭の中では性格的にまともな部類に入るが、先述の北大路を狙った時に居合わせ気絶していた綾を「用が無い」という理由で射殺しようとする冷酷な面もある。アニメでは大炎を助けて拳志郎を殺そうとし、ギーズによって倒されるが、しぶとく生き残り、紅華会を復活させようとする。
憑 英正
声 - 宝亀克寿
鉄顎を付けた紅華会幹部。食通の男。噛み合わせの際のポグポグという音が特徴。やや悲観的である。アニメでは葉に射殺されている。
沐 大洪
声 - 天田益男
紅華会幹部。後頭部のあたりが機械化している。丸いサングラスが特徴。アニメでは葉に射殺されている。
朱（しゅ）
声 - 西嶋陽一
青幇狩りで沈を殺した男。過去に阿片泥棒を幾度もしていた度に、沈に助けられていたらしい。
朱 富徳（しゅ とみとく）
声 - 西嶋陽一
張亡き後の大新世界新支配人。ネズミの朱と呼ばれていた。潘に射殺される。アニメ版ではキャラクターデザイン等が大きく変更された。
ゴラン
声 - 園部好德
大新世界で青幇の拳法使いを処刑してきた男。仏領インドシナでボクシングやムエタイを会得し上海のチャンプとなる。拳志郎と戦うために上海へと来るが、処刑遊戯で拳志郎に殺される。3つ以上の数が数えられないほどの頭脳の持ち主。
張（ちょう）
声 - 天田益男
葉の子分であったが紅華会に寝返り大新世界の支配人となる。昔風呂屋で爪切り屋をやっていたことを指摘されると激怒する。拳志郎を銃撃しようとするがギーズに腕を切り落とされる。
ジャン・カルネ
声 - 池田勝
ジダンダール死亡後に後任となったフランス租界巡査総長。紅華会と組み青幇虐殺に加担する。紅華会との癒着が露見しフランス本国へ召還される際、ギーズから偽造パスポートと南米行きの船券を渡され休養するよう促される。出港直後、ギーズから情報を得た潘に銃殺された。
司祭（しさい）
声 - 田中総一郎 / 長嶝高士
悪徳神父。黄西飛に対して神に悪行を許してもらえるためとして、暗に金を要求していた（黄は喜んで聞き入れていた）。また、懺悔に来た青幇の者達のことを紅華会に漏洩する等卑劣なことをやっていたため、復権した潘から報復を受けた。
マルロー
声 - 仲木隆司
フランス租界警察の刑事科長。紅華会とつながっている。ギーズを上海から追い出すためソフィーを誘拐しようとしたが、恋人・ペーターが命がけで守ったため彼を殺害した。記憶を取り戻したソフィーから自身の悪行をギーズに露見することを恐れ、再びソフィーを狙うが拳志郎と遭遇、秘孔により秘密をしゃべらされた後、拳志郎の怒りに触れ殺される。
周（しゅう）
声 - 青森伸
青幇から紅華会の田学芳に内通したスキンヘッドの男。青幇復活の祝宴で田の鉄製の鬘を贈られ葉に射殺される。潘とは元々兄弟分の同格で同僚からは兄貴と慕われていた。田の鬘を装着して体を曲げても鬘の重さを感じさせないほど筋力が強い。このため葉からの銃撃を受けた当初は鉄製の鬘をヘルメット代わりにして身を守るも、結局鬘一つだけで身を守れる範囲などたかが知れており、胸への被弾はどうにもならなかった。
普（ふ）
声 - 園部好德
地底を掘って進むことのできる男。通称「モグラの普」。ペストノミが混入した麦を青幇の阿片倉庫にばらまく役目を負うも、拳志郎に知られることとなり逆にペストノミを飲まされる。太炎の元に逃走し失敗を告げるが太炎に秘孔を突かれ死亡。
楊（やん）
通称「オカマの楊」。太炎との連絡役。汗臭い男がタイプ。普段はオカマだが激怒すると男に戻り口調も荒々しくなる。油まみれになったところを拳志郎にタバコを落とされ爆死。
喬鋳成（きょう ちゅうせい）
上海市商界理事。語尾に「ダス」をつける。紅華会とグルで葉の子分を10人は殺した。海に浮上し救出を求めていたところを葉に射殺された。
蔡（さい）
少佐。青幇から太炎が攻撃されていることを烈山に報告した。
陸（りく）
紅華会系の銀行の支配人。
黄玄栄（こう げんえい）
紅華会御大代理（新紅華会の首領）。黄西飛の息子であり、閻王に潰され弱体化した紅華会の再興を狙う。ジェネシスと接触する。
田 楽伝（でん がくでん）
声 - 島田敏
アニメ『REGENESIS』に登場した田 学芳の双子の弟。新紅華会メンバー。兄の遺品である鋼鉄の鬘を被っている。
河 馬超（か ばちょう）
声 - 堂坂晃三
アニメ『REGENESIS』に登場した、楽伝の部下。新紅華会メンバー。通称「カバの河」。語尾に「カバ」を付ける。

#### 馬賊
李秀宝（り しゅうほう）
声 - 久川綾 / 冬馬由美
馬賊の女頭領で、射撃の達人。正体は拳志郎の恋人である潘玉玲本人であり、霊王によって記憶を消された後、王に拾われ馬賊の頭目となっていた。その時の経験から日本人を嫌っていたが、上海で拳志郎と出会い、時には自分の記憶を巡って衝突するも最後は玉玲としての記憶を取り戻した。
王欖把（わんらんば）
声 - 山野史人
記憶を失った玉玲を助け平原で生きる術を教えた老人。北大路剛士の朋友。玉玲に、万が一の時は自分と同じように、流浪の民の安息の国の建設（桃源郷）の夢を持つ北大路剛士の元へ行けと教えた。後、日本軍の爆撃で死亡。
郭（かく）
声 - 広瀬正志
王の側近。霊王こと狂雲が記憶を失った玉玲を王の元へ連れてきた件を知る人物。
韓（かん）
密雲県の馬賊旅団長。日本軍に満州から追われ中国では東北人と差別され、仕事もなく馬賊に身を落とした。イギリス人警官を殺したため処刑され、晒し首になっているところに李秀宝（玉玲）が献花をした。
連（れん）
声 - 宝亀克寿
李秀宝（玉玲）の側近。拳志郎扮する拳崎志郎に蟷螂拳で挑むがあっさり見切られる。後に玉玲の記憶が戻り、彼女と拳志郎が恋人同士だったことを知って2人を祝福しに来たが、その直後、玉玲を庇って殺されてしまった。彼の死が、玉玲が青幇の総帥となる決意をする一因となる。
宇占海（う せんかい）
声 - 園部好徳
三年前に大川奉作の息子を殺した馬賊。拳志郎に殺された。李秀宝（玉玲）が日本軍の大川奉作に面会する前日、宇の首が大川の部屋に届けられた。
天鬼（てんき）
如虎部隊と呼ばれる馬賊の親玉。エリカを奪おうとするが流飛燕に殺される。

#### 日本軍
中尉
声 - 園部好德
部隊を率いて李秀宝を追っていた日本軍中尉。逃げ遅れた馬賊を処刑しようとしたが、現れた秀宝に射殺された上、彼女の策で部隊は既に大勢の馬賊に包囲されていた。
軍曹
中尉の部下。中尉の死亡後、残存部隊に発砲命令を出して秀宝を撃とうとするが、秀宝の率いる馬賊に包囲されたことを部下から知らされ、慌てて「撃っちゃダメ」と命令を取り消した。
後に上海で日本軍と国民党軍との戦いで軍曹と呼ばれる日本軍人が、敵の狙撃兵に恐れをなした部下を叱り、臆病者は撃ち殺すと銃口を向けたところで拳志郎にカージャックされた日本戦車が登場して暴れ回り、唖然となる場面がある。
大川 奉作（おおかわ ほうさく）
声 - 角田信朗
関東軍司令部の中将。李秀宝（玉玲）ら馬賊達が日本軍に投降する際の日本軍交渉役。かつて息子を馬賊に殺された過去を持つ。当該馬賊の首とそこに添えられたメッセージ、そしてメッセージの主である拳志郎や秀宝との交渉で拳志郎の思いを知り、一軍の将としての矜持を保って譲歩した。
松井石根（まつい いわね）
大将。国民党政府が没落するまで戦争を推進しようとした軍人。
五島泰治（ごとう たいじ）
日本陸軍特務機関大尉。上海が日本に占領される際、青幇のボスである玉玲の夫・拳志郎に近づき、手を組もうとするが「強盗退治」などと名前をからかわれる。それに激怒するが拳志郎に会いに来た宗武に吹っ飛ばされる。

#### 国民党
蔣介石（しょう かいせき）
国民党軍事委員会委員長。羅虎城が上海で殺されたのを聞き、拳志郎に暗殺部隊を差し向けようとする同士に対し、拳法には拳法で応ずるべきと諌めた。
陳立夫（ちん りっぷ）
国民党組織部長。拳志郎抹殺の切り札として死鳥鬼こと飛燕を使おうと、集雲を裏稼業の麻薬密売をネタに脅迫した。
羅虎城（ら こじょう）
関東軍に叛旗を翻し死んだとされる抗日の英雄であり伝説の将軍。その小柄の体格で目立たない（眼に入らない）ことから、神出鬼没で捕まることが無かったとされる。ただ本人は小柄であることを相当に気にしており、烈山と逆のコンプレックスを抱いている。恐ろしく響く声を出すことができ、それを見た烈山をして「（小柄であるはずなのに）大きく見える」と驚かせた。この大声のハッタリと巧みな話術の併用で人心を惹きつけることに長けたペテン師。抗日の英雄という表の顔とは対照的に欲深い本心を持っており、かつて満州で関東軍に追い詰められていた時は国民党の将軍でありながら、敵対する共産党と通じてソ連ルートで脱出した。髭が刺客を察知できるほど敏感。拳志郎の「雷暴神脚」を上回るほどの軽功術を使うが、犬並みの嗅覚で簡単に捕まり、拳志郎に本名を口にすると死んでしまう術をかけられ、最終的にはうっかり本名を口にして破裂死する。
死後、彼の行為は国民党の面々の知るところとなるが、「理由はどうあれ国民党の将軍を殺した以上、報復は死あるのみ」として、拳志郎はその首に賞金を掛けられた。
張作霖（ちょう さくりん）
関東軍に奉天で爆殺された軍閥。
何応欽（か おうきん）
国民党軍上将。
張群（ちょうぐん）
国民党外交部長。
王（おう）
抗日委員の人間。上海に杜天風の到来を潘へ知らせた。
戴（たい）
国民党軍統局の人間。杜天風を抗日行動隊の支隊長に任命した。
向世昌（こう せいしょう）
国民党の大佐。杜天風達と麻雀をして勝利するが、負けを認めず場に牌を置いただけと言う天風を泥棒呼ばわりしたため殺される。

#### 共産党
曼（まん）
拳志郎を殺そうとした共産党の暗殺者。盲目の振りをして、杖に仕込んだ剣で殺そうとしたが半殺しにあった。
応（おう）
共産党による革命の火を消さぬため、拳志郎に懸かった10万元を得ることを望む。そのために戦った者達を見届けた。

#### ナチス
ヒットラー
ナチス党党首、ドイツ総統。総統美術館を建設するため二万点に渡る美術品の目録「希望の目録」を探している。かつて睡眠中にゼークトの命を受けた宗武に暗殺されそうになるも、その無防備さと覇気の無さによって殺すまでもないとされた。
エドモンド・ヘッケラー
ドイツ国防軍大佐。国府軍軍事顧問であり武器商人。金を儲けるため戦争を長引かせようとし宗武を呼び寄せた。後、最上客である杜天風の依頼で宗武に刺客を差し向け殺そうとしたが、見抜かれ逆に殺された。
ハンス・フォン・ゼークト
ドイツ軍大将。ヒットラーの宿敵であり、ドイツの影の支配者と呼ばれた。欧州列強の英雄達を暗殺するため宗武を招聘した。そのリストの中にはヒットラーも含まれていた。しかし、ゼークトは病死する。
ゾンマー
武装SSである中尉。部下となった宗武を侮辱したため、北斗劉家拳の力で病気にされ死亡した。

#### オランダ軍
ボー・ボンネフェルト
オランダ海軍の将校で、エリカが囚われている船の責任者。「マッシュ」「ムッシュ」「フィッシュ」などの言葉を会話の中に挿んでしゃべるのが特徴で、鞭を使いこなして戦う。船に乗り込んできた拳志郎に両手を破壊されて戦闘不能にされ、エリカを狙った黒幕について吐かされる寸前、拳志郎とヤサカ以外の何者かがかけた術によって身体が内部から破裂し死亡した。
ファン・デル・コール
声 - 関俊彦
オランダ軍第6師団の師団長で、階級は大佐。「創生の拳」と呼ばれる謎の術を用いて人体を自在に操作し、人の身体能力を何倍にも高めた怪物を生み出すことが出来る。究極の兵士を作るためにインドネシアの原住民を何人も捕虜にし、数多くの人体実験を行っている。

#### ジェネシス
「ミガドル」と呼ばれる神を崇める宗教団体だったが、現在は規模を拡大し、世界の裏で暗躍する武器商人としても活動している。
シメオン・ナギット
声 - 杉田智和、高垣彩陽（幼少期）
北斗神拳の源流とも言われる「天斗聖陰拳」の拳士。ジェネシスの教義に則りエリカを狙っており、ギーズを殺害し拳志郎とも対決する。普段は仮面で顔を隠している。
彼の家系は代々ジェネシスの祭祀を引き継ぐ一族であり、シメオンもその教えを受けて育った。少年期に父が急逝し、若くして祭祀となったが、それゆえに教義の実践と実現こそが全てであると信じて疑わない人格が醸成され、ジェネシスの教えに従わない者全てを見下すようになった。
「ナハシュの予言」を実現するためにエリカを拉致するが、彼女を助けに来た拳志郎との対決に敗北。それでも諦めきれず、アジトの地下で開発中だった「ミガドルの雷」と呼ばれる核兵器を動かそうとするが、正体を表したヒムカにより致命傷を負わされる。死の間際、自分が教義に縛られるだけの視野の狭い生き方をしてきたことを悟り、自らを罰するために胸を突き、自害した。
ヒムカ / 霞 拳心（かすみ けんしん）
声 - 小山力也、豊永利行（少年期）
ジェネシスの教義を守る「ナハシュの民」であったが、幼少期に裏切者として殺されかけ、川に落ちたところを修行中の霞鉄心に助けられる。既に天斗聖陰拳の資質を備えており、その力がいずれ恐るべきものとなることを恐れた鉄心により記憶を封じられ、鉄心の養子として育てられた。
記憶も身内もないため、自分の存在意義に悩んでいたが、鉄心に認められることで存在意義を得ようと考え、拳志郎と将来争うことになることを覚悟の上で、北斗神拳伝承者候補としての修行を積むことを決意する。その上達ぶりは鉄心を感服させるほどのものであり、拳志郎と並ぶ候補として着実に実力をつけていった。
ある時、日本が戦争に参戦するか否かを見極めるためにヨーロッパに使節団を送った際、その一員として鉄心と共に旅立ち、現地で世話人をしてくれた女性に恋をする。だが、突如として勃発した戦争で彼女を失ったショックで世界に絶望し、行方をくらませる。その後、自身の記憶が鉄心によって消されたことに感づいて、記憶を取り戻す秘孔を自ら突いて記憶を取り戻す。その後、シメオンの部下「ヒムカ」として仕えながら天斗聖陰拳を学び、北斗と天斗の2つの力を得る一方、シメオンを焚き付けてジェネシスに核兵器を作らせ、その威光をもって「戦争を企む愚者を一掃し、世界を再創生する」という野望を実現するために動き出す。
シャムラ
声 - かぬか光明
シメオンの部下の1人で、常人の数倍の体格を持つ巨漢。対戦相手の闘気を吸い取って自分の力に変えることができる。ドイツ軍に潜入しエリカを狙っていたが、拳志郎との対決で北斗七死星点を食らい死亡した。

#### その他
愛新覚羅溥儀（あいしんかくら ふぎ）
声 - 家中宏
清朝最後の皇帝で満州国皇帝。一人称は「朕」。暗殺の恐怖に常に怯え、来日の折、北斗神拳の使い手「閻王」こと霞拳志郎を護衛の近衛隊に雇用しようとしたが、毒見役の李永健が近衛隊士に殺されそうになったため拳志郎の怒りを買う。ある夜、拳志郎と対峙した際、自身がもはや中原の王ではないことを悟り、敵わないと知りつつも一人の男として拳志郎に勝負を挑む。一撃で昏倒させられるが、意識を失う寸前、友情の証として宝剣を拳志郎に託す。この宝剣は拳志郎が前述の司祭と接触した際に売り払われそうになったことがある（司祭の本性を確かめるためで実際には売っていない）。
ブタオ
声 - 桜井敏治
溥儀護衛の近衛隊隊員。「ブタオ」は本名ではなく拳志郎に太った容姿をおちょくられ「ブタオさーん」と呼ばれたことから。ドブネズミとも呼ばれた。李を散々侮辱したため拳志郎の怒りに触れ殺される。ドラマCD版では「子ブタさん」、アニメでは「カバ平さん」に変更されている。
金克栄（きん かつえい）
声 - 大友龍三郎
溥儀護衛の近衛隊第一隊隊長。八極拳の使い手。ほかに鉄扇も使用する。「河北の拳侠」の異名をとり、ユダヤ財閥の用心棒を務めていたころ、その強さに目をつけた拳志郎の挑戦を受け、引き分けた。その時、拳志郎が北斗神拳を使用しなかったこと。を屈辱と感じ、李を利用して拳志郎をおびき寄せ再戦を謀るも、必殺の拳を腕一本で抑えられ、本能的な恐怖で体が動かなくなってしまい、ほとんど拳を交えないまま敗れた。戦いの後、拳志郎とは和解し、病死した李の遺体を中国へ連れ帰った。
謎の道士
声 - 池田勝 / 麻生智久
拳志郎の前に度々現れ「運命」について説く（問う）謎の老人で、拳志郎に羅龍盤を手渡した人物でもあり、占星術を極めている。拳志郎の他にも宗武、狂雲、玉玲達の前にも現れている。「ホェヘヘヘ〜」という奇妙な笑い声が特徴で、一見すると背が低く薄汚れた老人だが非常に身が軽い。また、拳志郎や狂雲のような達人にも気配を感じさせなかったり、氣を操る術（すべ）も習得しており、指に氣を集中させて対象を突く「指突」でガラス製のグラスに穴を空けられるなど、謎の多い人物である。
洪（こう）
声 - 上別府仁資
ヘロインの売人。子英にヘロインを販売させていたが、印紙のないことを理由に紅華会に殺された。
唐（とう）
葉の回想で登場。毒入りワイン（ブルゴーニュ産の年代物らしい）で潘を殺そうとするが拳志郎に見抜かれ、葉の早撃ちで殺される。
芳蘭（ほうらん）
黄西飛の第三夫人。浮気したため黄西飛に射殺された。
崔（さい）
声 - 上別府仁資
楊美玉のボディーガード。南派洪家門五形拳の使い手。拳志郎が200万元の賞金首と知り、勝負を挑むがあっという間に敗れる。
林燐夕（りん りんゆう）
呉東来が入れ込んでいた女優で、呉によって自殺に追い込まれた。呉は燐夕の墓の傍らに自身の先祖の霊廟を移した。
バーテン
声 - 西嶋陽一
北大路剛士（きたおおじ たけし）
声 - 佐々木勝彦 / 長克巳
北大路財閥の総帥。日本軍や馬賊とも親交があり、非常にスケールが大きい人物として描かれている。拳志郎とは上海で紅華会の陳に襲われた所をたまたま居合わせた拳志郎に助けられたことから親交が始まり、彼に対してあらゆる便宜を図っている。ユダヤ人移住計画構想の協力者。ユダヤ人移住構想として実際の構想は河豚計画である。
北大路綾（きたおおじ あや）
声 - 久川綾
拳志郎が講師を務める藤和女子大学校の女学生で、同校創始者である北大路剛士の娘。嗅覚に優れた拳志郎曰く汗の匂いが非常に特徴的らしいが、綾のほうは臭いという意味と解釈して、揉めることになる。それでも拳志郎に好意を持っていた。アニメでは玉玲に酷似しているという設定になっている。
金藤政夫（こんどう まさお）
声 - 中多和宏
東和女子大学校の教頭で、綾と結婚し次期学長になるという野望を抱いている。禿げ上がった頭頂部を隠すため横髪を伸ばして頭に乗せているのが特徴。本人曰く、柔道二段、ソロバン八段、合わせて十段のツワモノ。何かと驚くたびに「まああぁーあ!」という悲鳴を上げる。アニメでは李の元へ向かう拳志郎に車で案内させられ、拳志郎を振り落とそうとするが、買ったばかりの新車と一緒に川に飛び込んだ。その後壊れたはずの新車をボロボロの状態でも使いきろうとしていたが、マフィアによって再び海へと落とされる。
大原幸代（おおはら ゆきよ）
声 - 羽村京子
東和女子大学校の学長。寛容な性格で金藤教頭が拳志郎のことで告げ口しても、逆に拳志郎を褒めることが多い。
熊笹徳三郎（くまざさ とくさぶろう）
声 - 古田信幸
北大路物産の上海支社長。ギーズといるところをパンダ顔の殺し屋に襲われ、拳志郎に助けてもらった時「笹だけにパンダに食われなくて良かったね」と言われた。
ソフィー
声 - 田中理恵
ギーズの妹。ユダヤ系フランス人。ナチスのユダヤ人狩りから逃走中に恋人・ペーターと身ごもった子供を失ったショックで記憶を失う。後に拳志郎の秘孔治療によって記憶を取り戻すが拳志郎のことをペーターだと錯覚していた。兄との記憶を取り戻して以来初めての再会を目前にして、太炎の仕掛けた爆弾によって死亡する。
除詠進（じょ えいしん）
声 - 西嶋陽一
フランス租界公董局の秘書。太炎の術にかかりギーズ暗殺を謀るも逆に殺されるが、死の間際にギーズに太炎の出現を知らせる。野良犬に餌をあげるいい人。
ペーター
声 - 神谷浩史
ソフィーの恋人。故人。ソフィーを守ったためシベリアでマルローに殺された。
梨花（りんか）
声 - 松下こみな
上海の高級娼館桃華荘の娼婦。もとは交産銀行の御曹司と結婚するはずだったが、太炎によって結婚式当日に略奪される。太炎に銃で挑むも、殺されそうになるが拳志郎に助けられる。
朱（しゅ）
黄浦江近辺で乞食をしていた盲目の老人。玉玲を知っていることから、昔、青幇にいた模様。
拳崎志郎（けんざき しろう）
日本軍に投降する李秀宝（玉玲）のため、拳志郎が北大路の通訳を務めた時の偽名。眼鏡をかけ、髪を七三分けにして変装している。
李散（りさん）
張太炎に無影脚を直伝した人物。拳仙の称号を持つ。拳志郎の父鉄心と戦うも敗れた。
チャン
声 - 上別府仁資
平和飯店のジャズホールのバーテンダー。玉玲にカクテルを出していた。
呉鉄城（ご てつじょう）
上海市長。羅虎城を迎える時、あまりにも小さいため目に入らず、後ろの衛兵を羅虎城と思い握手をしたために尻にナイフを受けた。
張（ちょう）
「時事申報」の編集主任。抗日の英雄・羅虎城の帰還を大々的に新聞に掲載したことで烈山から大金をもらった。
李集雲（り しゅううん）
北平漂局の漂頭。ハルピン駅で飛燕達を待っていた。飛燕が言うにはドイツ軍に殺されたらしく、この際、エリカの直感像記憶と希望の目録の真相がドイツ軍に漏れた模様。
レビ博士
声 - 田所陽向
ハルピンのユダヤ人協会に所属する老人。ハルピンでエリカを引き取ったが、直後ナチスに殺される。
エリカ・アレント
声 - 小池いずみ（パチスロ版）、上坂すみれ（REGENESIS）
希望の目録を持つ少女。サーシャという偽名を使用していた。目録を託された一家はエリカを除いてナチスに殺された。直観像記憶（一度見たものは忘れない力）により希望の目録を暗記している。
パチスロ機では「北斗の拳」のリンのポジションで復活演出に登場している。
『リジェネシス』では、希望の目録を狙うオランダ軍に囚われていたが、拳志郎とヤサカにより助け出され、彼らと共にインドネシアに渡る。
鮫島義山（さめじま ぎざん）
かつて孫文の中国革命を財政面で支えた人物で、日中の戦争を終結するための密使となるはずだったが、戦乱を望む宗武に「殺す価値がある」と暗殺される。
珍（ちん）
劉宗武の情報屋。飛燕や拳志郎、夏文麗の情況を報告する。拳志郎と宗武の戦いの際、金に目が眩み、国民党にその情報を流したため宗武に殺された。その際、宗武は「孫」と間違って呼んでいた。杜天風の情報屋でもある。
劉宗建（りゅう そうけん）
劉宗武の父。金貸しをしていたが義賊を騙る杜天風によって殺された。
杜天風（と てんぷう）
軍閥並みの勢力を誇る秘密結社「太湖幇」の総帥。瓶切りの技を使うなど拳法家としての腕前は相当なものだが、非常に用心深く、強敵と対峙することは無い。また自己中心的で、自らを「泥棒」等と小物的に呼ばれることを嫌う。宗武からは親の仇として狙われている。極度の博打好きで麻雀、競馬、ドッグレース、ハイアライ、カジノのサイクルで回る。そして博打に負けることが大嫌いであり、自分が勝つためにはイカサマ三昧、負けた時は相手の指や腕を切り落として帳消しにし、それでも文句を言おうものなら殺してしまう。麻雀で負けた時にその傾向が強い。稀に部下にあがっていいと宣言したこともあるが、結果は同じであった。とにかく博打好きなため女性関係などは一切興味がなく拳志郎から同性愛者かとも疑われたが部下の口から否定されている。
ヘッケラーを抱き込み、ヤサカを雇うなど宗武や拳志郎への対策を整え、数々の手を打つ。移動アジトである武装輸送船で秘孔突き対策スーツを開発し、改良を施した結果、宗武の用意した潜水艦の魚雷攻撃で輸送船を沈められたものの潜水艦に取り付く形で生き延びる（この魚雷攻撃は、玉玲が宗武をだまして行わせたもの）。そして、潜水艦の甲板上で一度はスーツの高圧電流で宗武の秘孔突きを防ぐも、最後には電気を通さない乾いたブーツ越しの蹴り技で湖に落とされ、感電死（および溺死）した。58歳没。
彪（ひょう）
虎拳虎爪掌の使い手で料理人。ヤサカに自分の出した料理を不味いとこき下ろされ、喧嘩を売るが殺される。
胡潤（こじゅん）
寧波にある豊潤洋行の大旦那。霞鉄心の朋友。
虎（ふー）
豊潤洋行で働く男。非常に落ち着きが無く、ドモりながら喋るので大旦那（胡潤）のことを呼び捨てで喋ってしまう。
空海（くうかい）
日本に真言密教をもたらした大阿闍梨。拳志郎が見る過去の時代のビジョンにおいて登場する。唐における密教の修行を終えた時、空海は師の恵果の命によって、北斗神拳の使い手である三兄弟を伴って日本に帰国する。
恵果（けいか）
空海に北斗神拳の使い手である三兄弟を伴って日本に帰国するよう命じた。
ハルト
『リジェネシス』に登場するインドネシア人の少年。父から教わった武術「シラット」の使い手。インドネシアに乗り込んできた拳志郎たちと出会い、コール大佐を倒すことを依頼し、彼の元に拳志郎を案内する。そこでコール大佐の実験台にされて怪物と化した父と対峙し、その最期を見届けた。

## 拳法
北斗神拳（ほくとしんけん）
北斗宗家の拳に西斗月拳の秘術を取り入れ生まれた拳。秘孔を突くことにより敵を体の内部から破壊する。一子相伝の史上最強の暗殺拳。後漢末期の三国時代に劉家拳、孫家拳、曹家拳に派生した。伝承者は61代が霞鉄心、62代が霞拳志郎、63代がリュウケン（霞羅門）、64代がケンシロウ。
北斗三家拳
北斗劉家拳、孫家拳、曹家拳の総称。三国時代に劉家、孫家、曹家のどれが戦乱を制するかを時の北斗宗家の者達ですら見抜けなかったが故に、三家それぞれに対して分派した。
北斗孫家拳（ほくとそんかけん）
北斗神拳から派生した闘気で相手の秘孔を突くのと、闘気を操ることを真髄とする拳。狂気を奥義とする。使い手は霊王、ギーズである。
北斗曹家拳（ほくとそうかけん）
北斗神拳から派生した一子相伝の剛拳。新たな伝承者が伝承者となるためには、先代伝承者と生死を賭けて戦い、先代伝承者の命と引き換えに伝承者となる掟がある。技や奥義の詳細は不明。しかし、秘孔を突くことで相手の行動を制限したり、キーワード一つで殺傷できる技などが劇中に目立つ。伝承者は張太炎。先代伝承者は章大厳。
北斗劉家拳（ほくとりゅうかけん）
別名を北斗琉拳という。北斗神拳に伝承者が出ないとき、劉家拳から出すことが掟である。使い手は劉宗武、夏文麗。先代伝承者は劉玄信。北斗神拳に伝承者が出た時は、この伝承者と劉家拳の伝承者が「天授の儀」と呼ばれる戦いを行い、これに勝つことで初めて正式に北斗神拳の伝承者となる。
極十字聖拳（きょくじゅうじせいけん）
劉家拳から独立した魏瑞鷹が興した拳。経絡秘孔の術を受け継いでいるものの、攻撃の主軸になっているのは素手で触れるもの全てを切り裂く斬撃。使い手は彪白鳳、流飛燕。公式では『北斗の拳』に登場する南斗聖拳の一派ではないかとされる。
西斗月拳（せいとげっけん）
約2000年前に歴史の闇に消えた拳。秘孔の術をもたらした北斗神拳の源流でもある。北斗神拳のように必殺の秘孔を突くのではなく、複数の秘孔を突いて必殺の一撃とする。ヤサカ曰く戦場の拳である。
天斗聖陰拳（てんとせいいんけん）
『REGENESIS』より登場する、北斗神拳の源流の一つとも言われる拳法。「ルーアハ」という特殊な呼吸法によって自他気の流れを自在に変動させ人体の操作、破壊、人間の遺伝子にまで効果を及ぼし生命の再創生を行うと事が可能な原初の拳法にして武の領域を超えた神秘の拳。天斗の神技は、奪う、溜める、括り直す、解く、の四つを柱を基本とし、それらを全て扱う事が出来るのは完全純血の祭祀であるナギット家の血を受け継ぐ者が伝承者の所以となっている。血族の中には、四つの柱を生まれながら備える才を持つ者が、ごく稀に存在する。
八極拳（はっきょくけん）
「河北の拳侠」の異名を持ち、溥儀の警護役である金克栄が使う。動きは緩やかだが、油断していると掌が心臓に達し、引き裂かれる。実際にも溥儀の侍従武官であった霍殿閣が使った拳法である。
南派洪家門五形拳（なんはこうかもんごけいけん）
楊美玉のボディーガードの崔が使う。出す間もなく拳志郎に敗れたため詳細は不明。
蟷螂拳（とうろうけん）
李秀宝の側近の連が使う。だが、拳志郎扮する拳崎志郎には全く通じなかった。
虎拳虎爪掌
料理人・彪が使う拳。発動した瞬間、腕を落とされそのままヤサカに殺されたため、詳細は不明。

## 技
北斗全体の技
雷暴神脚（らいぼうしんきゃく）
北斗神拳の飛翔軽功の術。鉄の壁がめり込むほどの脚力によって一瞬で移動する。張太炎の技をも越える速さ。劉宗武がバイクに乗って雷暴神脚を使ったと思しき描写もある。
調気呼吸術（ちょうきこきゅうじゅつ）
北斗の拳士が使う呼吸法。基礎の術の1つで、何時間でも息を止めることができる。
二指真空把（にししんくうは）
飛んできたものを受け止め、投げ返す北斗神拳の奥義。流飛燕との戦いで飛燕が言及したが使われなかった（飛燕も使えるため）。
北斗神拳の技
無想転生（むそうてんせい）
北斗神拳究極奥義。無より転じて生を拾う技だが、（拳志郎本人も含んで）意図して使った者はいないとされる。劉宗武との戦いで宗武がその存在に触れた。
当門穴破指挿（とうもんけつはしそう）
体の外部に傷を負わせず、内部の骨だけを砕く。
北斗鋼筋破断拳（ほくとこうきんはだんけん）
全身の筋肉を退化させ、萎縮させる。
北斗孫家拳の技
操気掌（そうきしょう）
相手の気を抜き、力を削ぐ。
狂神魂（きょうしんこん）
北斗孫家拳の奥義。経絡を操り、狂気を究極に高める。
秘孔変位（ひこうへんい）
北斗孫家拳の奥義。気と血流を変えて秘孔の位置を自在に変える。しかし変位させられない秘孔も存在するため、拳志郎はその弱点を突いて狂雲を下した。
天破活殺（てんはかっさつ）
闘気を指先に込め、触れずに相手の秘孔を突く技。北斗孫家拳の技であったが、霊王との戦いで会得した。
北斗曹家拳の技（張太炎の独自の技も含む）
九神奪命（くしんだつめい）
北斗曹家拳の技。相手の頭に指を突き立て、脳に刺激を与えて操る。拳志郎も使用できる。
堕天掌（だてんしょう）
相手の死を予告する儀式的な構え。拳志郎は瞬時にその意味を理解していた。
秘雷孔（ひらいこう）
複数の秘孔を突いておき、不用意に秘孔を突くと肉体が爆発する。
爆龍陽炎突（ばくりゅうようえんとつ）
張太炎の技（曹家拳の技ではない）。鞭のようにしなる両手足で高速の突き、蹴りを繰り出す。
無影脚（むえいきゃく）
元は李散の技。後に張太炎に直伝された。相手に当たれば脚の跡がくっきり残るほどの蹴り。拳志郎は効かなかった。
幻夢百奇脚（げんむひゃっききゃく）
張太炎の技。無影脚を無数に繰り出す連続の蹴り。
北斗劉家拳の技
北斗鎧破掌（ほくとがいはしょう）
劉宗武が拳志郎へ放った技。無数の闘気が標的を吹き飛ばす。
極十字聖拳の技
瞑空爪舞（めいくうそうぶ）
極十字聖拳の技。彪白鳳が拳志郎に使った。
死鳥血条斬（しちょうけつじょうざん）
極十字聖拳の技。体に十字の亀裂が走り、時間が経つに連れて広がっていく。
舞裂爪破弾（ぶれつそうはだん）
極十字聖拳の技。背中に十字の傷をつける。この技で拳志郎は、背中に鉄心と同じ傷を受けた。
燕舞斬（えんぶざん）
極十字聖拳の技。相手を十字に切り裂く。
二指真空把（にししんくうは）
拳志郎が極十字聖拳にもできると言っていたが披露されていない。
西斗月拳の技
操孔針（そうこうしん）
西斗月拳の技。針で秘孔を突き相手の動きを封じる。
相雷拳（そうらいけん）
西斗月拳秘奥義。相手との乱戦の中で複数の秘孔を事前に突いた後、闘気で腕を覆って間合いを見きれないようにしつつ、とどめの一突きをもって確実に致命傷を与える。
死の抱擁（しのほうよう）
五本の指を背中に突き立て、相手に激痛を与える。
残狼相雷陣（ざんろうそうらいじん）
アニメ版『REGENESIS』で登場した西斗月拳究極奥義。残像が生じるほどの高速で駆けることで敵を翻弄しつつ、すれ違いざまに幾度も突きを放つ。
天斗聖陰拳の技
陀羅漢（だらはん）
シャムラが使う天斗聖陰拳神技。両拳に極限まで闘気を溜め込み、螺旋を描く動きで前方に拳を繰り出す。
天斗白蛇襲（てんとはくじゃしゅう）
シメオンが使う天斗聖陰拳神技。蛇の形をした闘気を無数に繰り出す。
天斗竜櫃開螺（てんとりゅうひつかいら）
シメオンが使う天斗聖陰拳究極神技。無数の分身を敵の周囲に出現させ、それらと共に蛇の形をした気弾を無数に撃ち出す。

## 秘孔
上顎（じょうがく）
自分の意思に関係なく、質問に答える。
忘神（ぼうしん）
徐々に記憶を取り戻す。
解亜門天聴（かいあもんてんちょう）
自分の意思に関係なく、質問に答える。前作『北斗の拳』でもラオウがジュウザに使用し、この時ラオウが「逆らおうとすればその肉体は毛根にいたるまで血を噴き出して崩壊する」とジュウザを拷問していたが、今作ではマルローがペラペラ喋ったために流血する描写や説明は無かった。
全知（ぜんち）
自分の意思に関係なく、どんなものでも飲み干す。
風厳（ふうがん）
術者の言うことを聞く。
鬼床（きしょう）
歯が一度にすべて抜かれたような激痛が襲う。
大指甲根（だいしこうこん）
大声を出そうとすると、激痛が走り大声が出せなくなる。

## 劇中用語
上海
本作の主要舞台。劇中では中国当局の管轄区である華界、公董局の管轄区であるフランス租界、イギリス・アメリカの共同管轄区である共同租界の3つが登場し、複雑怪奇な国際都市としての側面がクローズアップされている。
フランス租界
その名の通り、上海におけるフランスの租界で、公董局が管轄している。青幇が上海裏社会を仕切っていた時はジダンダール巡査総長が後ろ盾になり、大新世界などの縄張りを有していた。だが、紅華会がジダンダールを殺し、後任のジャン・カルネ巡査総長と組んでからは縄張りを奪うだけに終わらず、フランス軍が紅華会幹部の護衛を行うまでになった。
拳志郎が上海に戻り、同じく上海に着任したギーズが藩に加勢した末、大新世界を含む縄張りは青幇の元に戻り、紅華会は駆逐された。

青幇（ちんぱん）
上海裏社会の組織。劇中判明している総帥（幇主）は魏教父→藩光琳→藩玉玲。膨大な人脈に基づく強大な組織で、こと裏社会における情報網においては劇中屈指のレベル。だが、最大の武器は力でも情報でもなく、親分から子分までが持つ「義の心」で、義のためならば仲間を売らず、死をも選ぶ程。
紅華会（こうかかい）
青幇と敵対する組織。御大は章烈山で、二番頭は張太炎。かつては青幇に比べて弱小勢力だったが、拳志郎が「愚連隊」と評するほどの形振り構わぬ姿勢で強大化し、1度拳志郎の手で壊滅状態になるも復活し、上海を牛耳った。その実は、章烈山が自分の軍を養うための資金を確保するための団体であった。
拳志郎や青幇の反撃で三番頭黄西飛を皮切りに幹部・構成員を多数失うも、烈山によって馬賊を構成員、羅虎城を御大とする第二紅華会設立が図られた。だが、玉玲による馬賊の帰順や拳志郎による羅虎城の死、そして烈山の改心により第二紅華会は文字通り消滅した。
国民党（こくみんとう）
中華民国政府の政権党。党首は蔣介石。劇中では「国民党の将軍（要人）を殺した者には死あるのみ」と、政党ではなく中国最大軍閥として描かれている。
共産党（きょうさんとう）
国民党と敵対関係にある政党。党首は毛沢東。劇中では共産党軍が列山の軍と交戦したり、革命戦士が拳志郎の首に掛けられた賞金を革命の資金にしようとするなど、国民党との敵対関係が強調されている。ただし、日本軍の侵攻に加えて、烈山が和睦の使者として生かされているので、今後の動静は不透明。
馬賊（ばぞく）
満州国などを根城にしている勢力。かつては張作霖率いる旧軍閥の将兵であり、王や秀宝こと玉玲の率いる一派もこれに該当する。また、来歴は不明だが宇占海や天鬼のようなごろつきの類もいる。劇中では粗雑で乱暴な者達としてかなり誇張気味に描かれている。
太湖幇（たいこばん）
軍閥に匹敵する勢力を持つ秘密結社。総帥は杜天風。天風の元ヘッケラーを介してナチス・ドイツや国民党とコネを作り、ヘッケラーから購入した武器や兵器で軍備を固め、国民党軍と日本軍との戦闘時には抗日行動隊の名目で日本軍と交戦した。宗武の手でヘッケラーを返り討ちにされてから衰退が始まり、切り札の移動アジトである武装輸送船を沈められ、天風も宗武に殺されたため、その勢力は弱体化した。

## 書誌情報
- 堀江信彦（原作） / 原哲夫（作画） / 武論尊（監修） 『蒼天の拳』 新潮社〈BUNCH COMICS〉、全22巻
  1. 2001年10月15日初版発行、ISBN 4-10-771000-9
  2. 2002年1月15日初版発行、ISBN 4-10-771016-5
  3. 2002年5月15日初版発行、ISBN 4-10-771036-X
  4. 2002年8月15日初版発行、ISBN 4-10-771051-3
  5. 2003年1月15日初版発行、ISBN 4-10-771073-4
  6. 2003年5月15日初版発行、ISBN 4-10-771089-0
  7. 2003年9月15日初版発行、ISBN 4-10-771112-9
  8. 2004年1月15日初版発行、ISBN 4-10-771129-3
  9. 2004年5月15日初版発行、ISBN 4-10-771151-X
  10. 2004年8月15日初版発行、ISBN 4-10-771167-6
  11. 2004年12月15日初版発行、ISBN 4-10-771189-7
  12. 2005年3月15日初版発行、ISBN 4-10-771206-0
  13. 2005年7月15日初版発行、ISBN 4-10-771225-7
  14. 2006年1月15日初版発行、ISBN 4-10-771258-3
  15. 2006年7月15日初版発行、ISBN 4-10-771281-8
  16. 2007年2月15日初版発行、ISBN 978-4-10-771318-6
  17. 2007年9月15日初版発行、ISBN 978-4-10-771356-8
  18. 2008年3月15日初版発行、ISBN 978-4-10-771387-2
  19. 2008年10月15日初版発行、ISBN 978-4-10-771421-3
  20. 2009年3月15日初版発行、ISBN 978-4-10-771467-1
  21. 2009年12月15日初版発行、ISBN 978-4-10-771535-7
  22. 2010年11月15日初版発行、ISBN 978-4-10-771601-9
- 原哲夫（原作） / 辻秀輝（作画） / 八津弘幸（監修） 『蒼天の拳 リジェネシス』 ノース・スターズ・ピクチャーズ〈ゼノンコミックス〉、既刊5巻（2025年7月18日現在）
  1. 2018年3月20日発売[9]、ISBN 978-4-19-980480-9
  2. 2018年11月20日発売[10]、ISBN 978-4-19-980515-8
  3. 2019年7月20日発売[11]、ISBN 978-4-19-980580-6
  4. 2020年2月20日発売[12]、ISBN 978-4-19-980616-2
  5. 2025年7月18日発売[13]、ISBN 978-4-86720-163-3

## テレビアニメ
2006年10月4日から2007年3月14日までテレビ朝日・朝日放送の深夜帯に放送（朝日放送の放送期間はテレ朝から1週遅れ）。地上波では全26話のうち22話が放送された（未放送話数は、16 - 18、21話）後にCS放送のアニマックスとファミリー劇場ならびにMONDO TVでは、全26話が放送された。DVDは2006年12月に単巻DVD全9巻がユニバーサル・ピクチャーズ・ジャパン（現・NBCユニバーサル・エンターテイメントジャパン）より発売、2010年1月にはジェネオン・ユニバーサル・エンタテインメントよりDVD-SET全2巻が発売された。初回放送と再放送ならびにDVD版ではOPとEDのテロップが異なり、再放送やDVD版ではtv asahiがクレジットされない。
アニメーション制作として「蒼天スタジオ」とクレジットされているが、その実体はA.P.P.P.（アナザー・プッシュ・ピン・プランニング）である。しかしA.P.P.P.はパルムスタジオに制作を丸投げしており、キャラクターデザインの津幡佳明は、その制作業況の悪さをブログでしばしば嘆いていた。
オープニングにある、拳志郎が指を天に向けるシーンなどはそのままアニメ本編で使用されている。エンディングでは玉玲と自分の写真の入ったロケットを手にした拳志郎が晴天が広がる砂漠の真中で寝そべった姿を映したものとなっており、途中に玉玲が水の底に倒れてゆくカットを挿入している。なおこの玉玲のカットは8話で倒れるモーションが変更されており、顔がアップになるシーンでは涙を流す描写が追加されている。
前述した漫画第2部『蒼天の拳 リジェネシス』連載開始と合わせて、新作テレビアニメ『蒼天の拳 REGENESIS』が2018年にTOKYO MXほかにて放送開始。分割2クールで、第1期が2018年4月から6月にかけて放送され、同年10月から12月にかけて第2期が放送された。ポリゴン・ピクチュアズによる3DCGアニメとして制作される。2006年版の続きとして描かれているが、飛燕やヤサカなど一部の人物の設定が変更され、それに伴いストーリーもコミックス版とは異なっている。また、キャストが一部変更されており、主にパチンコ・パチスロ版を演じたキャストが今回新たに充てられている。BDは第1期2巻が2018年6月27日と7月27日にNBCユニバーサル・エンターテイメントジャパンより発売。

### スタッフ
|                               | 第1作                                  | REGENESIS                              |
| ----------------------------- | -------------------------------------- | -------------------------------------- |
| 原作                          | 漫画「蒼天の拳」（原哲夫 監修 武論尊） | 漫画「蒼天の拳」（原哲夫 監修 武論尊） |
| 監督                          | 山口美浩                               | 鹿住朗生                               |
| シリーズ構成・脚本            | 今川泰宏                               | 尾崎悟史                               |
| キャラクターデザイン          | 津幡佳明                               | 勅使河原一馬、佐藤宏美                 |
| 色彩設計                      | 菊地和子                               | 梅崎ひろこ                             |
| 美術監督                      | 桑原悟                                 | 吉岡誠子                               |
| 撮影監督                      | 岡崎英雄                               | 中村圭介                               |
| 音響監督                      | 本田保則                               | 高寺たけし                             |
| 音楽                          | Marco d'Ambrosio                       | 西村麻聡                               |
| 編集                          | アムガ                                 | 田部季美、佐久間達也                   |
| プロデューサー                | 西口なおみ、飛田野和彦 渡辺政信        | 加藤友誠、川北健                       |
| アニメーション プロデューサー | 加藤友誠                               | 西野豊                                 |
| アニメーション制作            | 蒼天スタジオ                           | ポリゴン・ピクチュアズ                 |
| アニメーション 制作協力       | パルムスタジオ                         | -                                      |
| 製作                          | 蒼天製作委員会、テレビ朝日             | 株式会社 蒼天の拳                      |

### 主題歌
蒼天の拳
オープニングテーマ「薔薇が咲く 薔薇が散る」
作詞・歌 - 愛内里菜 / 作曲 - 小島久尚 / 編曲 - 葉山たけし

エンディングテーマ
「心のリズム飛び散るバタフライ」（第1話 - 第12話）
作詞・作曲・編曲 - 徳永暁人 / 歌 - doa
「Kissing til i die」（第13話 - 第26話）
作詞・歌 - 真中潤 / 作曲 - 後藤康二 / 編曲 - 大島こうすけ

蒼天の拳 REGENESIS
オープニングテーマ
「蒼天の果てに」（第1話 - 第12話）
作詞・歌 - AK-69 / 作曲 - RYUJA、AK-69
「Soul Seeker」（第13話 - 第24話）
作詞 - Kenta Koie / 作曲・編曲・歌 - Crossfaith
エンディングテーマ
「祈りの星空」（第1話 - 第12話）
作詞・作曲・編曲 - AJURIKA / 歌 - 上坂すみれ
「この空をすべて君に」（第13話 - 第24話）
作詞・歌 - 尾崎裕哉 / 作曲 - 蔦谷好位置

### 各話リスト
| 話数 | サブタイトル         | 絵コンテ                   | 演出               | 作画監督                                                   |
| ---- | -------------------- | -------------------------- | ------------------ | ---------------------------------------------------------- |
| 1    | 賞金首・閻王         | 山口美浩                   | 岩永悦宜           | 津幡佳明                                                   |
| 2    | 江胡の義気           | 立仙裕俊 山口美浩          | 立仙裕俊           | 小山知洋                                                   |
| 3    | 北斗を継ぐ者         | 岩永悦宜                   | 岩永悦宜           | 能地清                                                     |
| 4    | 蒼天に願え           | 坂田純一                   | 清水一伸           | 山本善哉                                                   |
| 5    | 上海に立つ           | 池畠博史 山口美浩          | 池畠博史           | 伊眞田寛樹 金一培                                          |
| 6    | 虐殺の処刑遊戯       | 渡辺正樹                   | 粟井重紀           | 服部一郎                                                   |
| 7    | 激突                 | 三原武憲                   | 山口美浩           | 津田昭宏                                                   |
| 8    | 地獄の神に祈れ       | 渡辺正樹                   | 立仙裕俊           | 小山知洋                                                   |
| 9    | 血塗られた宿命ゆえに | 山口美浩、岩永悦宜         | 山口美浩、岩永悦宜 | 能地清、服部一郎                                           |
| 10   | 北斗同士の戦い       | 山口美浩                   | 池畠博史           | 伊眞田寛樹、金一培                                         |
| 11   | 龍に問え             | 坂田純一                   | 清水一伸 山口美浩  | 川本良                                                     |
| 12   | 復活の狼煙           | 岡尾貴洋 青井清年          | 岡尾貴洋           | 青井清年                                                   |
| 13   | 魔道に落つ           | 山口美浩 立仙裕俊          | 又野弘道           | 小山知洋                                                   |
| 14   | 運命の旅             | 山口美浩                   | 西山明樹彦         | 須田正己、結城孝義                                         |
| 15   | 美しき馬賊           | 渡辺正樹                   | 山崎友正           | 井口忠一                                                   |
| 16   | 安息の地を求めて     | 山口美浩 岩永悦宜 渡辺正樹 | 楠本巨樹           | 楊楚、向暉、結城孝義 武本大介、金一培 友田美智子、谷口守泰 |
| 17   | 死の宣告!堕天掌      | 山口美浩 池畠博史          | 森作友樹 楠本巨樹  | 武本大介、金一培 友田美智子、谷口守泰                      |
| 18   | 北斗曹家拳の闘気     | 江上潔                     | 冨田剛司 山口美浩  | 芹沢博、中澤勇一 西山忍、武本大介 金一培、友田美智子       |
| 19   | 毅然たる献花         | 山口美浩                   | 冨田剛司           | 服部一郎                                                   |
| 20   | 運命の悪戯           | 江上潔                     | 粟井重紀 高橋春男  | 楊楚、向暉、結城孝義                                       |
| 21   | 燃えたぎる対峙       | 又野弘道                   | 又野弘道           | 小山知洋                                                   |
| 22   | 張太炎の奥義         | 江上潔                     | 鈴野貴一           | 結城孝義、金有天                                           |
| 23   | 忘れ得ぬ痛み         | 江上潔                     | 楠本巨樹           | 服部一郎、能地清                                           |
| 24   | 深く強き想い         | 渡辺正樹                   | 渡辺正樹           | 芹沢博、金京官                                             |
| 25   | 祝宴と銃声           | 渡辺正樹                   | 山崎友正           | 井口忠一、八木元喜                                         |
| 26   | より良い明日へ       | 山口美浩                   | 山口美浩           | 津幡佳明、須田正己 服部一郎、能地清                        |

| 話数  | サブタイトル                  | 演出     | ストーリーリール |
| 第1期 | 第1期                         | 第1期    | 第1期            |
| ----- | ----------------------------- | -------- | ---------------- |
| 1     | 北斗神拳伝承者 霞拳志郎       | 鹿住朗生 | 亀井隆           |
| 2     | 届かぬ願い                    | 鹿住朗生 | 井手恵介         |
| 3     | 血を纏う死鳥鬼                | 高野怜大 | 亀井隆           |
| 4     | 北斗神拳の源流                | 菅井進   | 安藤裕章         |
| 5     | 餓狼の怨念                    | 高野怜大 | 亀井隆           |
| 6     | 旅立つ燕                      | 亀井隆   | 井手恵介         |
| 7     | 二千年の愛                    | 菅井進   | 安藤裕章         |
| 8     | 宿命の死合い                  | 亀井隆   | 井手恵介         |
| 9     | 赦す者                        | 高野怜大 | 亀井隆           |
| 10    | 若き伝承者                    | 菅井進   | 安藤裕章         |
| 11    | 天斗聖陰拳                    | 高野怜大 | 亀井隆           |
| 12    | 朋友を想う拳                  | 鹿住朗生 | 井手恵介         |
| 第2期 |                               |          |                  |
| 13    | 神に選ばれし民                | 菅井進   | 安藤裕章         |
| 14    | 義兄への憧れ                  | 亀井隆   | 井手恵介         |
| 15    | 現実になった予言              | 菅井進   | 安藤裕章         |
| 16    | ミガドルの雷                  | 高野怜大 | 亀井隆           |
| 17    | 交わらぬ想い                  | 菅井進   | 鹿住朗生         |
| 18    | ナハシュの落日                | 高野怜大 | 亀井隆           |
| 19    | 散り逝く漢                    | 鹿住朗生 | 鹿住朗生         |
| 20    | 霞拳心の道                    | 鹿住朗生 | 亀井隆           |
| 21    | 死合う運命                    | 菅井進   | 鹿住朗生         |
| 22    | 受け継ぐ生き様                | 鹿住朗生 | 亀井隆           |
| 23    | ひとりの少女 エリカ・アレント | 菅井進   | 鹿住朗生         |
| 24    | 霞拳志郎と云う漢              | 鹿住朗生 | 亀井隆           |

### 放送局・配信
| 放送期間                                         | 放送時間                     | 放送局     | 対象地域 | 備考                        |
| ------------------------------------------------ | ---------------------------- | ---------- | -------- | --------------------------- |
| 2018年4月10日 - 6月26日 2018年10月9日 - 12月25日 | 火曜 0:30 - 1:00（月曜深夜） | TOKYO MX   | 東京都   |                             |
|                                                  |                              | KBS京都    | 京都府   |                             |
|                                                  |                              | サンテレビ | 兵庫県   |                             |
|                                                  |                              | BSフジ     | 日本全域 | BS放送 / 『アニメギルド』枠 |
| 2018年6月7日 -                                   | 木曜 2:26 - 2:56（水曜深夜） | 北海道放送 | 北海道   | [ 19 ]                      |
| 2019年7月6日 -                                   | 土曜 22:30 - 23:00           | ぎふチャン | 岐阜県   |                             |

| 配信期間                                        | 配信時間                  | 配信サイト             | 備考                    |
| ----------------------------------------------- | ------------------------- | ---------------------- | ----------------------- |
| 2018年4月3日 - 6月19日 2018年10月2日 - 12月18日 | 火曜 1:00（月曜深夜）更新 | Amazonプライム・ビデオ | テレビより1週間先行配信 |

### BD
| 巻 | 発売日         | 収録話          | 規格品番  |
| -- | -------------- | --------------- | --------- |
| 1  | 2018年6月27日  | 第1話 - 第6話   | GNXA-2151 |
| 2  | 2018年7月27日  | 第7話 - 第12話  | GNXA-2152 |
| 3  | 2018年12月21日 | 第13話 - 第18話 | GNXA-2153 |
| 4  | 2019年1月30日  | 第19話 - 第24話 | GNXA-2154 |

| テレビ朝日 木曜 2:40 - 3:10（水曜深夜） 枠 | テレビ朝日 木曜 2:40 - 3:10（水曜深夜） 枠 | テレビ朝日 木曜 2:40 - 3:10（水曜深夜） 枠 |
| 前番組                                     | 番組名                                     | 次番組                                     |
| ------------------------------------------ | ------------------------------------------ | ------------------------------------------ |
| 内閣権力犯罪強制取締官 財前丈太郎          | 蒼天の拳                                   | 通販番組                                   |